# Graptacme splendida
Graptacme splendida är en blötdjursart som först beskrevs av Sowerby in Broderip och Sowerby 1832.  Graptacme splendida ingår i släktet Graptacme och familjen Dentaliidae. Inga underarter finns listade i Catalogue of Life.